# Ihor Lytovka
Ihor Jurijovyč Lytovka (in ucraino Ігор Юрійович Литовка?; Nikopol', 5 giugno 1988) è un calciatore ucraino, portiere del Gagra.

## Carriera
Nel 2017 firma per il Desna Černihiv, con cui nel 2020 prolunga il suo contratto. Nel 2022 si trasferisce in Croazia al Zagora Unešić, per poi passare all'Andijon nel febbraio 2023, squadra che milita nell'O'zbekiston Superligasi. Il 5 ottobre 2024 vince, insieme al resto della squadra, la Coppa dell'Uzbekistan, per la prima volta nella storia del club.

## Statistiche
Statistiche aggiornate all'11 agosto 2024.

### Presenze e reti nei club
| Stagione        | Squadra         | Campionato      | Campionato | Campionato | Coppe nazionali | Coppe nazionali | Coppe nazionali | Coppe continentali | Coppe continentali | Coppe continentali | Altre coppe | Altre coppe | Altre coppe | Totale | Totale | Totale |
| Stagione        | Squadra         | Comp            | Pres       | Reti       | Comp            | Pres            | Reti            | Comp               | Pres               | Reti               | Comp        | Pres        | Reti        | Pres   | Reti   |        |
| --------------- | --------------- | --------------- | ---------- | ---------- | --------------- | --------------- | --------------- | ------------------ | ------------------ | ------------------ | ----------- | ----------- | ----------- | ------ | ------ | ------ |
| 2014-2015       | Olimpik Donec'k | PL              | 13         | 0          | CU              | 2               | 0               |                    | -                  | -                  |             | -           | -           | 15     | 0      |        |
| 2017-2018       | Desna Černihiv  | PL              | 5          | 0          | CU              | 2               | 0               |                    | -                  | -                  |             | -           | -           | 7      | 0      |        |
| 2019-2020       | Desna Černihiv  | PL              | 11         | 0          | CU              | 2               | 0               |                    | -                  | -                  |             | -           | -           | 13     | 0      |        |
| 2019-2020       | Desna Černihiv  | PL              | 2          | 0          | CU              | 1               | 0               |                    | -                  | -                  |             | -           | -           | 3      | 0      |        |
| 2020-2021       | Desna Černihiv  | PL              | 6          | 0          | CU              | 1               | 0               | UEL                | -                  | -                  |             | -           | -           | 7      | 0      |        |
| 2021-2022       | Desna Černihiv  | PL              | 13         | 0          | CU              | 0               | 0               |                    | 0                  | 0                  |             | -           | -           | 13     | 0      |        |
| 2023            | Andijon         | PL              | 24         | 0          | CU              | 2               | 0               |                    | -                  | -                  |             | -           | -           | 26     | 0      |        |
| 2024            | Andijon         | PL              | 12         | 0          | CU              | 4               | 0               |                    | -                  | -                  |             | -           | -           | 16     | 0      |        |
| Totale carriera | Totale carriera | Totale carriera | 86         | 0          |                 | 14              | 0               |                    | 0                  | 0                  |             | -           | -           | 100    | 0      |        |

## Palmarès

### Club

#### Competizioni nazionali
- Perša Liha: 2

Sevastopol': 2009-2010, 2012-2013
- Coppa dell'Uzbekistan: 1

Andijon: 2024